# Samurai Math Beats
Albums de Bogdan Raczynski
Boku Mo Wakaran
(1999) Thinking of You
(1999)
Samurai Math Beats est le deuxième album de Bogdan Raczynski, sorti en mai 1999 chez Rephlex Records. Pour le magazine Fact le titre Samurai Masu Biitsu qui ouvre l'album fait partie des 100 meilleurs morceaux d'Intelligent dance music et le classe à la 29e place.

## Liste des morceaux
Les titres sont inscrits sur la pochette en dialecte japonais le Kansai-ben. Les titres entre parenthèses ont été réécrits phonétiquement sauf exception : l'anglais.
| No  | Titre                                                             | Piste LP | Durée |
| --- | ----------------------------------------------------------------- | -------- | ----- |
| 1.  | 茶夢裸意曽蜜 (サムライ マス ビーツ) (Samurai Masu Biitsu)         | A1       | 5:31  |
| 2.  | 君 (気実) (Kimi)                                                  | A2       | 3:27  |
| 3.  | 婀凰茲喜 (阿呆事故) (Ahou Jiko)                                   | A3       | 4:20  |
| 4.  | 遺愛 (居合) (Iai)                                                 | B1       | 3:16  |
| 5.  | 愛暗 (I Cry)、バイ バイ！！ (I Cry, Bai Bai)                      | B2       | 5:12  |
| 6.  | 再幺那裸抖堕邏 (サヨうナラ ツタラ) (Sayounara Tsutara)            | B3       | 4:00  |
| 7.  | 軟野惰芽迩黙途 (ナン ノ タメ ニ ボク ト) (Nan No Tame Ni Boku To) | B4       | 3:15  |
| 8.  | 身蘇飴賂 (ミソ シル) (Miso Shiru)                                 | C1       | 5:33  |
| 9.  | 丹販頽舗無糲趣 (日本でホムレス) (Nihon De Homuresu)               | C2       | 4:44  |
| 10. | 荒意外忌画乃 (あれ イガイ イミ ガ ナイ) (Are Igai Imi Ga Nai)     | C3       | 3:11  |
| 11. | 君はつまんない、ボクおいらない (Kimi Wa Tsumannai, Boku O Iranai) | C4       | 2:12  |
| 12. | 夜理中、協力異数 (Yari Chuu, Kyouroku Isuu)                       | D1       | 2:49  |
| 13. | 外人差別、外国白昼夢 (Gaijin Sabetsu, Gaikoku Hakuchuumu)         | D2       | 3:11  |
| 14. | ワイ ワイ！！ (Why? Why?) (Why? Why?)                             | D3       | 4:54  |
| 15. | 阿呆冒険 (Ahou Bouken)                                            | D4       | 3:31  |

## Fiche
- Label : Rephlex Records
- Catalogue : CAT 085 LP / CD
- Format : 2xLP (Vinyles) / CD
- Pays :  Royaume-Uni
- Date de sortie : mai 1999
- Genre : Musique électronique
- Style : IDM, Breakbeat, Experimental